# Цихисперди
Цихисперди (груз. ციხისფერდი) — село в Грузии, на территории Озургетского муниципалитета края (мхаре) Гурия.

## География
Село находится в западной части Грузии, на правом берегу реки Скурдуми, вблизи места впадения её в реку Натанеби, на расстоянии приблизительно 3 километров (по прямой) к северо-западу от города Озургети, административного центра муниципалитета. Абсолютная высота — 88 метров над уровнем моря.

## Население
По результатам официальной переписи населения 2014 года, в Цихисперди проживало 610 человек (302 мужчины и 308 женщин). В национальной структуре населения грузины составляли 99,3 %, украинцы — 0,3 %, абхазы — 0,2 %.
| Год  | Население, человек |
| ---- | ------------------ |
| 2002 | 767                |
| 2014 | ↘ 610              |